# Palazzo Torre Impero
Palazzo Torre Impero è un edificio multipiano di Pavia, costruito dal 1940 al 1945 su progetto di Alberto Cuzzi, secondo le indicazioni planivolumetriche del piano per il viale dell'Impero redatto dal Morandotti con l'Ufficio Tecnico Comunale del 1939-40. Costituisce un esempio di architettura razionalista della città di Pavia. Il palazzo affaccia su viale della Libertà, 20.

## Storia

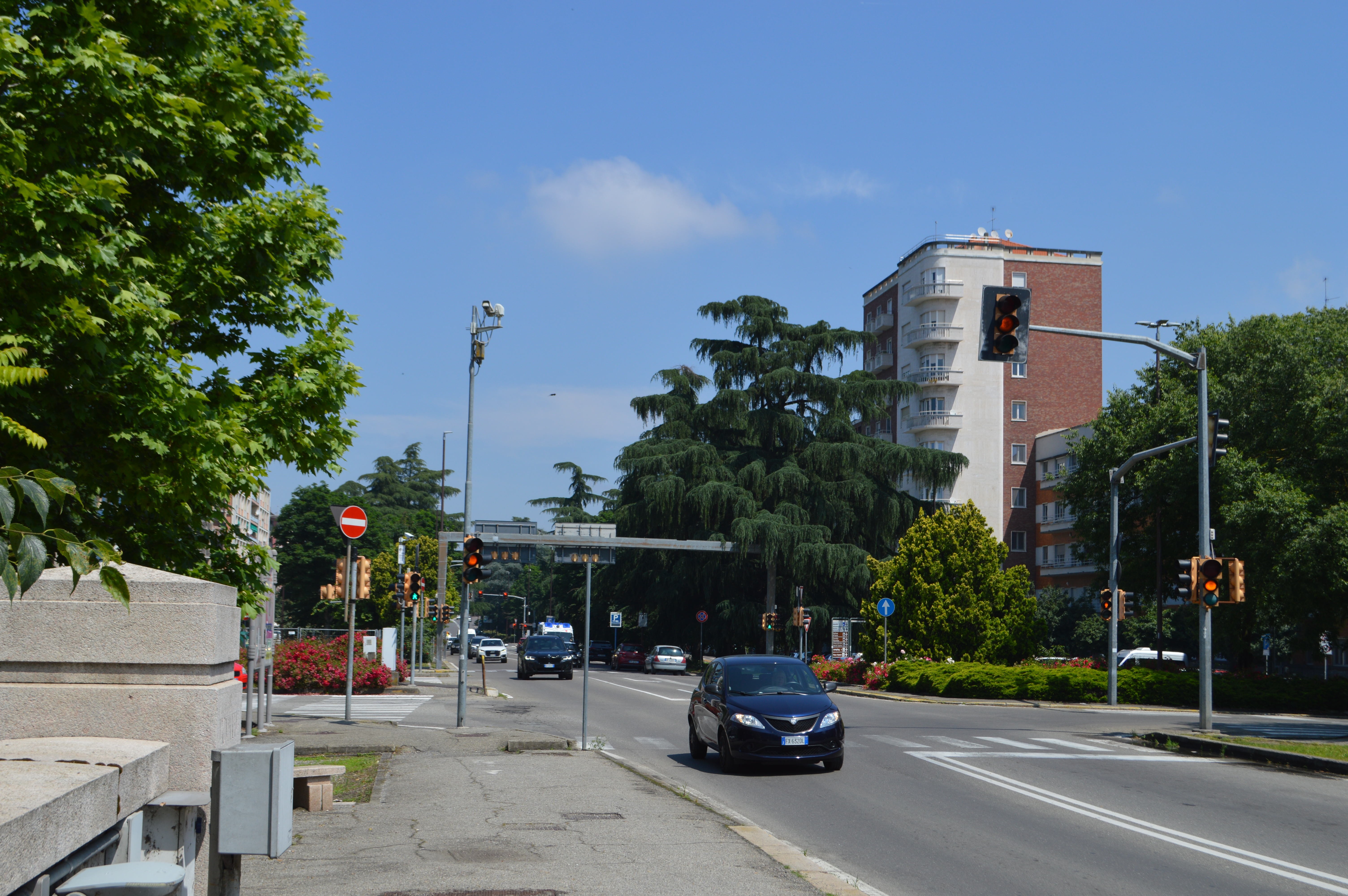
Il viale della Libertà

Nel contesto della prima metà del XX secolo, lungo il viale della Libertà, allora noto come viale dell'Impero, venne intrapresa la costruzione di un nuovo ponte sul fiume Ticino.
Tale iniziativa mirava a alleviare il traffico che gravava sul ponte Vecchio lungo l'importante arteria Milano-Genova. Questo intervento comportò modifiche altimetriche significative lungo il tracciato finale del viale, comprendenti la bonifica di aree paludose attraversate dalle rogge Folla e Carona occidentale, dove in seguito sorsero i palazzi di viale della Libertà.
Durante la seconda guerra mondiale, l'area subì diversi eventi bellici, inclusi i bombardamenti del 4 e 5 settembre 1944, che colpirono principalmente le zone circostanti i ponti.
Il progetto iniziale, che prevedeva la simmetria del viale della Libertà con la costruzione di un edificio equivalente sul lato opposto, continuato da un secondo corpo a sei piani, non fu mai realizzato.

## Descrizione
Il progetto architettonico si ispira al razionalismo, presentando soluzioni planimetriche e di design che richiamano tale periodo.
L'edificio si compone di due elementi distinti: una torre di nove piani che segna l'ingresso al viale e un secondo corpo a sei piani. Costruito principalmente con mattoni a vista e un basamento in ceppo, il complesso presenta dettagli architettonici distintivi. 
La torre è caratterizzata da una grande pergola sul tetto e una porzione rivestita in pietra chiara in rilievo, con balconi curvi che definiscono l'angolo verso il viale. Nonostante le minori dimensioni, la torre condivide analogie con la Torre Littoria in piazza Castello a Torino.
Il prospetto principale del corpo minore, con la superficie centrale in pietra chiara, è simmetricamente composto rispetto all'asse centrale, ad eccezione dei balconi continui che segnano la conclusione dell'edificio. Entrambi i corpi dell'edificio includono un vano scala con due ascensori e due appartamenti per piano, distribuiti tramite corridoi interni.